# Pe-Ka-Fahrzeugfabrik
Die Pe-Ka-Fahrzeugfabrik Paul Kneschke war ein deutscher Hersteller von Automobilen.

## Unternehmensgeschichte
Das Unternehmen aus Dresden begann 1924 mit der Produktion von Automobilen. Der Markenname lautete Pe-Ka. Im Frühjahr 1924 wurde ein Fahrzeug auf der Leipziger Frühjahrsmesse präsentiert. Im gleichen Jahr oder 1926 endete die Produktion.
Eine andere Quelle gibt an, dass gleich drei Unternehmen Dreiräder der Marke Pe-Ka herstellten. Dies waren die Peka-Fahrzeugfabrik aus Dresden, die PE-KA-Fahrzeugbau GmbH aus Karlsruhe und der P. Raebel GmbH Fahrzeugbau aus Berlin-Weißensee. Der Zusammenhang ist unklar.

## Fahrzeuge
Das einzige Personenkraftwagen-Modell war ein Dreirad. Eine Quelle nennt es Lulawa. Das einzelne Rad befand sich vorne. Für den Antrieb sorgte ein Einbaumotor von DKW mit 1,5 PS, 2,5 PS oder 5,5 PS. Es war ein luftgekühlter Einzylinder-Zweitaktmotor mit 192 cm³ Hubraum. Der Motor trieb je nach Quelle entweder ein einzelnes Hinterrad oder beide Hinterräder an. Das Fahrzeug bot Platz für eine oder zwei Personen. Das Leergewicht war mit 70 kg angegeben. Der Neupreis betrug 750 Reichsmark. Bauzeit war entweder nur 1924 oder von 1924 bis 1925.
Daneben gab es von 1924 bis 1926 ein Geschäftsdreirad. Es war ein umgebautes Fahrrad. Oberhalb des Vorderrades war ein Einzylinder-Zweitaktmotor von Unterberg & Helmle mit 51 cm³ Hubraum und 0,75 PS montiert, der das Vorderrad antrieb. Zwischen den beiden Hinterrädern war eine Pritsche oder ein Kasten für Gepäck. Die Nutzlast war mit 75 kg angegeben.